# Rai, Orne
Rai är en kommun i departementet Orne i regionen Normandie i nordvästra Frankrike. Kommunen ligger i kantonen L'Aigle-Ouest som tillhör arrondissementet Mortagne-au-Perche. År 2022 hade Rai 1 437 invånare.

## Befolkningsutveckling
Antalet invånare i kommunen Rai
| Referens: INSEE |